# Montabon
Montabon är en kommun i departementet Sarthe i regionen Pays de la Loire i nordvästra Frankrike. Kommunen ligger i kantonen Château-du-Loir som tillhör arrondissementet La Flèche. År 2018 hade Montabon 721 invånare.

## Befolkningsutveckling
Antalet invånare i kommunen Montabon
| Referens: INSEE |